# Hunter (rzeka)
Hunter – rzeka o długości 300 km w Australii, w stanie Nowa Południowa Walia. Początkiem rzeki są źródła w parku narodowym Barrington Tops.
Nazwa rzeki nadana od nazwiska gubernatora Johna Huntera.

## Miejscowości położone nad rzeką Hunter
- Muswellbrook
- Singleton
- Maitland
- Morpeth
- Raymond Terrace
- Hexham
- Newcastle